# メキシコタガメ
メキシコタガメ(Lethocerus uhleri)は、半翅目コオイムシ科タガメ亜科タイワンタガメ属に属する水生昆虫の一種である。
市川 (2009)は「アメリカコガタタガメ」と呼称している。

## 形態
タガメ類の中では最小種。体長は日本産タガメ(以下タガメ)よりより小型で約4~5cmで、スマートな体型だが、前脚がタガメのように体長の割に大きく、また外国産タガメによく見られる平行な複眼ではなく、逆ハの字の形の複眼になっている。また、タガメのようにオスが卵塊を保護する。

## 生息地
アメリカ合衆国の中央部 - 東部・メキシコにかけて生息する。